# Partecipanti al Grand Prix Cycliste de Québec 2023
Elenco dei partecipanti al Grand Prix Cycliste de Québec 2023.
Il Grand Prix Cycliste de Québec 2023 è stato la dodicesima edizione della corsa. Alla competizione presero parte ventitre squadre: le diciotto iscritte all'UCI World Tour 2023, quattro dell'UCI ProTeam e una selezione nazionale.
Partenza con 160 ciclisti accreditati.

## Corridori per squadra
Nota: R ritirato, NP non partito, FT fuori tempo, SQ squalificato
| AG2R Citroën Team  | AG2R Citroën Team       | AG2R Citroën Team  | UAE Team Emirates     | UAE Team Emirates     | UAE Team Emirates     | Jumbo-Visma              | Jumbo-Visma              | Jumbo-Visma              |
| ------------------ | ----------------------- | ------------------ | --------------------- | --------------------- | --------------------- | ------------------------ | ------------------------ | ------------------------ |
| N°                 | Ciclista                | Clas.              | N°                    | Ciclista              | Clas.                 | N°                       | Ciclista                 | Clas.                    |
| 1                  | Benoît Cosnefroy        | 54°                | 11                    | Adam Yates            | 17°                   | 21                       | Christophe Laporte       | 6°                       |
| 2                  | Stan Dewulf             | 85°                | 12                    | Marc Hirschi          | 8°                    | 22                       | Tiesj Benoot             | 46°                      |
| 3                  | Ben O'Connor            | 87°                | 13                    | Rafał Majka           | 73°                   | 23                       | Sam Oomen                | 55°                      |
| 4                  | Aurélien Paret-Peintre  | 88°                | 14                    | Brandon McNulty       | 47°                   | 24                       | Rohan Dennis             | NP                       |
| 5                  | Valentin Retailleau     | 133°               | 15                    | Ivo Oliveira          | 134°                  | 25                       | Tosh Van Der Sande       | 86°                      |
| 6                  | Michael Schär           | 131°               | 16                    | Diego Ulissi          | 18°                   | 26                       | Tim van Dijke            | 71°                      |
| 7                  | Greg Van Avermaet       | 36°                | 17                    | Tim Wellens           | 35°                   | 27                       | Mick van Dijke           | 103°                     |
| Ineos Grenadiers   | Ineos Grenadiers        | Ineos Grenadiers   | Lidl-Trek             | Lidl-Trek             | Lidl-Trek             | Soudal Quick-Step        | Soudal Quick-Step        | Soudal Quick-Step        |
| N°                 | Ciclista                | Clas.              | N°                    | Ciclista              | Clas.                 | N°                       | Ciclista                 | Clas.                    |
| 31                 | Michał Kwiatkowski      | 72°                | 41                    | Mattias Skjelmose     | 10°                   | 51                       | Julian Alaphilippe       | 9°                       |
| 32                 | Ethan Hayter            | 33°                | 42                    | Filippo Baroncini     | 94°                   | 52                       | Jannik Steimle           | R                        |
| 33                 | Luke Plapp              | 70°                | 43                    | Tony Gallopin         | 82°                   | 53                       | Dries Devenyns           | 136°                     |
| 34                 | Salvatore Puccio        | 106°               | 44                    | Emīls Liepiņš         | 125°                  | 54                       | Fausto Masnada           | 44°                      |
| 35                 | Daniel Martínez         | 45°                | 45                    | Asbjørn Hellemose     | 118°                  | 55                       | Mauro Schmid             | 75°                      |
| 36                 | Pavel Sivakov           | 53°                | 46                    | Toms Skujiņš          | 28°                   | 56                       | Ilan Van Wilder          | 113°                     |
| 37                 | Ben Swift               | 104°               | 47                    | Mathias Vacek         | 130°                  | 57                       | Mauri Vansevenant        | R                        |
| Bahrain Victorious | Bahrain Victorious      | Bahrain Victorious | Groupama-FDJ          | Groupama-FDJ          | Groupama-FDJ          | Alpecin-Deceuninck       | Alpecin-Deceuninck       | Alpecin-Deceuninck       |
| N°                 | Ciclista                | Clas.              | N°                    | Ciclista              | Clas.                 | N°                       | Ciclista                 | Clas.                    |
| 61                 | Matej Mohorič           | 5°                 | 71                    | Valentin Madouas      | 32°                   | 81                       | Quinten Hermans          | 13°                      |
| 62                 | Jack Haig               | 48°                | 72                    | Kevin Geniets         | 89°                   | 82                       | Nicola Conci             | 37°                      |
| 63                 | Pello Bilbao            | 80°                | 73                    | Matthieu Ladagnous    | 102°                  | 83                       | Michael Gogl             | 34°                      |
| 64                 | Nicolò Buratti          | 99°                | 74                    | Reuben Thompson       | 61°                   | 84                       | Xandro Meurisse          | 98°                      |
| 65                 | Filip Maciejuk          | 95°                | 75                    | Quentin Pacher        | 26°                   | 85                       | Stefano Oldani           | 22°                      |
| 66                 | Fran Miholjević         | R                  | 76                    | Jake Stewart          | R                     | 86                       | Oscar Riesebeek          | 114°                     |
| 67                 | Edoardo Zambanini       | 127°               | 77                    | Lars van den Berg     | 90°                   | 87                       | Kristian Sbaragli        | 15°                      |
| Bora-Hansgrohe     | Bora-Hansgrohe          | Bora-Hansgrohe     | EF Education-EasyPost | EF Education-EasyPost | EF Education-EasyPost | Cofidis                  | Cofidis                  | Cofidis                  |
| N°                 | Ciclista                | Clas.              | N°                    | Ciclista              | Clas.                 | N°                       | Ciclista                 | Clas.                    |
| 91                 | Jai Hindley             | 62°                | 101                   | Alberto Bettiol       | R                     | 111                      | Guillaume Martin         | 29°                      |
| 92                 | Giovanni Aleotti        | 27°                | 102                   | Esteban Chaves        | 63°                   | 112                      | Eddy Finé                | 30°                      |
| 93                 | Cesare Benedetti        | 107°               | 103                   | Magnus Cort Nielsen   | 115°                  | 113                      | Ion Izagirre             | 65°                      |
| 94                 | Matteo Fabbro           | 74°                | 104                   | Ben Healy             | 84°                   | 114                      | Victor Lafay             | 12°                      |
| 95                 | Patrick Gamper          | 126°               | 105                   | Mikkel Frølich Honoré | 31°                   | 115                      | Pierre-Luc Périchon      | 132°                     |
| 96                 | Bob Jungels             | R                  | 106                   | Neilson Powless       | 20°                   | 116                      | Harrison Wood            | 97°                      |
| 97                 | Frederik Wandahl        | 40°                | 107                   | Owain Doull           | 25°                   | 117                      | Axel Zingle              | 11°                      |
| Team Jayco AlUla   | Team Jayco AlUla        | Team Jayco AlUla   | Movistar Team         | Movistar Team         | Movistar Team         | Intermarché-Circus-Wanty | Intermarché-Circus-Wanty | Intermarché-Circus-Wanty |
| N°                 | Ciclista                | Clas.              | N°                    | Ciclista              | Clas.                 | N°                       | Ciclista                 | Clas.                    |
| 121                | Michael Matthews        | 3°                 | 131                   | Matteo Jorgenson      | 42°                   | 141                      | Biniam Girmay            | 38°                      |
| 122                | Alexandre Balmer        | 64°                | 132                   | Alex Aranburu         | 4°                    | 142                      | Dries De Pooter          | 77°                      |
| 123                | Lawson Craddock         | 83°                | 133                   | William Barta         | 91°                   | 143                      | Tom Paquot               | 128°                     |
| 124                | Lucas Hamilton          | 68°                | 134                   | Gorka Izagirre        | 58°                   | 144                      | Lorenzo Rota             | 51°                      |
| 125                | Chris Harper            | 57°                | 135                   | Johan Jacobs          | 101°                  | 145                      | Dion Smith               | 39°                      |
| 126                | Christopher Juul Jensen | 124°               | 136                   | Iván Romeo            | R                     | 146                      | Mike Teunissen           | 14°                      |
| 127                | Simon Yates             | 56°                | 137                   | José Joaquín Rojas    | 96°                   | 147                      | Loïc Vliegen             | R                        |
| Team DSM-Firmenich | Team DSM-Firmenich      | Team DSM-Firmenich | Team Arkéa-Samsic     | Team Arkéa-Samsic     | Team Arkéa-Samsic     | Astana Qazaqstan Team    | Astana Qazaqstan Team    | Astana Qazaqstan Team    |
| N°                 | Ciclista                | Clas.              | N°                    | Ciclista              | Clas.                 | N°                       | Ciclista                 | Clas.                    |
| 151                | Matthew Dinham          | 69°                | 161                   | Warren Barguil        | 24°                   | 171                      | Simone Velasco           | 23°                      |
| 152                | Marco Brenner           | 109°               | 162                   | Laurent Pichon        | 79°                   | 172                      | Leonardo Basso           | 76°                      |
| 153                | Andreas Leknessund      | 122°               | 163                   | Clément Champoussin   | 19°                   | 173                      | Manuele Boaro            | R                        |
| 154                | Marius Mayrhofer        | R                  | 164                   | Anthony Delaplace     | 43°                   | 174                      | Gianmarco Garofoli       | 137°                     |
| 155                | Florian Stork           | 108°               | 165                   | Thibault Guernalec    | R                     | 175                      | Antonio Nibali           | R                        |
| 156                | Jonas Hvideberg         | R                  | 166                   | Simon Guglielmi       | R                     | 177                      | Martin Laas              | R                        |
| 157                | Kevin Vermaerke         | 21°                | 167                   | Matis Louvel          | 16°                   |                          |                          |                          |
| Lotto Dstny        | Lotto Dstny             | Lotto Dstny        | Israel-Premier Tech   | Israel-Premier Tech   | Israel-Premier Tech   | Tudor Pro Cycling Team   | Tudor Pro Cycling Team   | Tudor Pro Cycling Team   |
| N°                 | Ciclista                | Clas.              | N°                    | Ciclista              | Clas.                 | N°                       | Ciclista                 | Clas.                    |
| 181                | Arnaud De Lie           | 1°                 | 191                   | Hugo Houle            | 50°                   | 201                      | Alexander Kamp           | 7°                       |
| 182                | Pascal Eenkhoorn        | 81°                | 192                   | Guillaume Boivin      | 41°                   | 202                      | Nils Brun                | R                        |
| 183                | Arjen Livyns            | 110°               | 193                   | Derek Gee             | 105°                  | 203                      | Jacob Eriksson           | 120°                     |
| 184                | Mathijs Paasschens      | 111°               | 194                   | Simon Clarke          | R                     | 204                      | Lucas Eriksson           | 112°                     |
| 185                | Harry Sweeny            | 129°               | 195                   | Daryl Impey           | R                     | 205                      | Arthur Kluckers          | 123°                     |
| 186                | Maxim Van Gils          | 52°                | 196                   | Corbin Strong         | 2°                    | 206                      | Yannis Voisard           | 78°                      |
| 187                | Florian Vermeersch      | 59°                | 197                   | Michael Woods         | 49°                   | 207                      | Luc Wirtgen              | 60°                      |
| Team Novo Nordisk  | Team Novo Nordisk       | Team Novo Nordisk  | Selezione canadese    | Selezione canadese    | Selezione canadese    |                          |                          |                          |
| N°                 | Ciclista                | Clas.              | N°                    | Ciclista              | Clas.                 |                          |                          |                          |
| 211                | Matyáš Kopecký          | 100°               | 221                   | Pier-André Côté       | 66°                   |                          |                          |                          |
| 212                | Sam Brand               | 116°               | 222                   | Quentin Cowan         | 92°                   |                          |                          |                          |
| 213                | Hamish Beadle           | R                  | 223                   | Matisse Julien        | 119°                  |                          |                          |                          |
| 214                | Péter Kusztor           | 67°                | 224                   | Nicolas Rivard        | 93°                   |                          |                          |                          |
| 215                | David Lozano            | R                  | 225                   | Félix Hamel           | R                     |                          |                          |                          |
| 216                | Andrea Peron            | 117°               | 226                   | Robin Plamondon       | R                     |                          |                          |                          |
| 217                | Filippo Ridolfo         | 121°               | 227                   | Benjamin Perry        | 135°                  |                          |                          |                          |